# Yves Bescond
Pour les articles homonymes, voir Bescond.
Yves Bescond, né le 7 mai 1924 à Clamart et mort le 23 août 2018 dans le 14e arrondissement de Paris, est un évêque catholique français, évêque auxiliaire émérite de diocèse de Meaux.

## Biographie
Yves Bescond est né le 7 mai 1924 à Clamart, et est ordonné prêtre après la guerre le 29 juin 1949 pour le diocèse de Versailles.
Nommé évêque auxiliaire de Corbeil-Essonnes le 26 janvier 1971 avec le titre d'évêque in partibus d'Aquae Thibilitanae, il a été consacré le 28 mars suivant. Il a ensuite été évêque auxiliaire de Meaux du 12 juillet 1979 au 20 octobre 1986, date à laquelle il s'est retiré.
Il meurt le 23 août 2018 à la maison de retraite Marie-Thérèse de Paris.